# Valeriana grossheimii
Valeriana grossheimii là một loài thực vật có hoa trong họ Kim ngân. Loài này được Vorosch. miêu tả khoa học đầu tiên..